# 馬克斯·凱澤
提摩西·麥斯威爾·「馬克斯」·凱澤（英語：Timothy Maxwell "Max" Keiser，1960年1月23日—）是美國電視和廣播節目主持人，現與其妻史黛西·赫伯特共同主持《凱澤報告》，於RT電視台播出。

## 生平
凱澤在紐約州的西徹斯特郡出生和成長。就讀於紐約大學。早年曾從事過許多工作，包括在華爾街成為一名證券經紀人。
2004年，凱澤與《生態學家》總編輯扎克·戈德史密斯合作，成立了一家名叫Karmabanque的對沖基金。
自2009年9月起，凱澤與妻子史黛西·赫伯特共同主持財經評論節目《凱澤報告》，於RT電視台播出。《凱澤報告》在2011年9月播出的一集中採訪了喜劇女演員羅珊·巴爾，巴爾在節目中諷刺性地說她對金融危機的解決方案是「把斷頭台帶回來」。

## 外部連結
- 馬克斯·凱澤在互联网电影资料库（IMDb）上的資料（英文）